# Barbadillo del Mercado
Barbadillo del Mercado egy község Spanyolországban, Burgos tartományban. Barbadillo del Mercado La Revilla y Ahedo, Contreras, Cascajares de la Sierra, Jaramillo Quemado, Jaramillo de la Fuente, Pinilla de los Moros, Salas de los Infantes és Castrillo de la Reina községekkel határos. Lakosainak száma 134 fő (2024).

## Turizmus, látnivalók
A reneszánsz stílusú Szentháromság-templom a 16. század végén épült, a Keresztelő Szent János-kápolna valószínűleg a 10. században. Nevezetes építmény még a Szent Péter-plébániatemplom, egy eredetileg feltehetően a római korból származó, de mai formáját évszázadokkal később elnyerő, 12 nyílású kőhíd az Arlanza folyó felett és a főtéren egy lépcsőzetes talapzaton álló kőszlop is, amelyet azért emeltek 1759-ben, hogy a település önálló jogállását kifejezzék vele.

## Népesség
A település lakosságának változását az alábbi diagram mutatja:
| Lakosok száma | 158  | 169  | 166  | 154  | 162  | 145  | 130  | 142  | 144  | 134  |
|               | 2001 | 2004 | 2006 | 2009 | 2011 | 2014 | 2016 | 2019 | 2021 | 2024 |